# رومان أوباتشكا
رومان أوباتشكا (بالإنجليزية: Roman Opałka)‏ (27 أغسطس 1931- 6 أغسطس 2011) رسامًا بولنديًا من أصل فرنسي، وترتبط أعماله في الغالب بالفن التصوري (الفن المفاهيمي).